# جورج بيتر ويلبر
جورج بيتر ويلبر (بالإنجليزية: George P. Wilbur)‏ هو ممثل أمريكي، ولد في 6 مارس 1941 في الولايات المتحدة.

## أعمال

### أفلام
- (1988) عودة مايكل مايرز

## وصلات خارجية
- جورج بيتر ويلبر على موقع IMDb (الإنجليزية)
- جورج بيتر ويلبر على موقع ألو سيني (الفرنسية)
- جورج بيتر ويلبر على موقع قاعدة بيانات الأفلام السويدية (السويدية)
- جورج بيتر ويلبر على موقع قاعدة بيانات الفيلم (الإنجليزية)
- جورج بيتر ويلبر على موقع كينوبويسك (الروسية)